# Maria Stuarda (opera)
Maria Stuarda è un'opera lirica di Gaetano Donizetti su libretto di Giuseppe Bardari rappresentata in prima assoluta alla Scala il 30 dicembre 1835 diretta da Eugenio Cavallini.

## Sfortune dell'opera
L'opera ebbe un'infelice genesi: uno fu il ritardo dell'opera, prevista per il 6 luglio, ma fu ritardata a causa del giovane e inesperto librettista (Bardari all'epoca era diciassettenne, studente di legge) il cui libretto dovette essere parecchie volte censurato. Un altro motivo fu la zuffa tra le due prime donne, Giuseppina Ronzi de Begnis e Anna del Serre (nei ruoli di Maria ed Elisabetta), venute alle mani nella scena dello scontro delle due regine, insultandosi tra di loro pesantemente, al punto che la de Begnis accusò la rivale di essere la favorita del compositore. Donizetti, ormai stufo dei litigi, replicò: «Io non proteggo nessuna di voi due, ma due puttane erano quelle (Elisabetta e Maria) e due puttane siete voi», ponendo fine alle liti.

L'opera tuttavia incontrò l'opposizione della censura che, vuoi per il soggetto del regicidio, sempre sgradito ai Borboni, vuoi per la lontanissima parentela tra gli Stuart e la regina Maria Cristina di Savoia, venne riadattata su un libretto di Pietro Salatino e ribattezzata Buondelmonte, ispirato all'episodio di Mosca dei Lamberti citato nel Canto XXVIII dell'Inferno.

Maria Stuarda vide finalmente il debutto solo dopo, con Maria Malibran nel ruolo del titolo, principale promotrice della ripresa scaligera. Sebbene la censura le imponesse di non cantare gli insulti più pesanti con cui Maria oltraggia Elisabetta (Di Bolena oscura figlia in luogo di Figlia impura di Bolena), la Malibran la cantò comunque. L'opera venne ritirata dopo sole sei recite, sia per il soggetto scabroso, sia per la non eccelsa forma vocale della Malibran.

Nonostante qualche ripresa nei successivi cinque anni, l'opera ebbe scarsa circolazione in seguito, e fu ripresa con una certa regolarità a partire dalla "Donizetti Renaissance" nella seconda metà del XX Secolo, seppure nella forma ampiamente rimaneggiata da Nicola De Giosa nel 1865, e solamente negli anni '90 del secolo scorso iniziò a circolare l'edizione critica dell'opera.
Nel ruolo di Maria si distinsero soprattutto Beverly Sills, Montserrat Caballé, Leyla Gencer, Joan Sutherland, Edita Gruberová, Mariella Devia, Denia Mazzola Gavazzeni. Come Elisabetta si sono distinte Shirley Verrett, Anna Caterina Antonacci e Sonia Ganassi. I soprani italiani Carmela Remigio, Maria Pia Piscitelli e il mezzosoprano americano Joyce DiDonato sono le uniche cantanti viventi ad aver affrontato entrambi i ruoli.

## Cast della prima assoluta
| Ruolo             | Registro vocale | Interprete          |
| ----------------- | --------------- | ------------------- |
| Maria Stuarda     | soprano         | Maria Malibran      |
| Elisabetta        | soprano         | Giacinta Puzzi Tosi |
| Anna Kennedy      | mezzosoprano    | Teresa Moja         |
| Roberto Leicester | tenore          | Domenico Reina      |
| Guglielmo Cecil   | baritono        | Pietro Novelli      |
| Giorgio Talbot    | basso           | Ignazio Marini      |

Così come è successo nella Norma belliniana, così pure il contrasto tra i due personaggi femminili che, all'inizio erano soprani, fu sottolineato nel corso del tempo dalla consuetudine di far cantare il ruolo di Elisabetta a un mezzosoprano. In realtà, è sufficiente creare un contrasto tra i due tipi di soprano, secondo quanto prescritto dall'autore.

## Trama

### Primo atto

#### Scena I -Palazzo di Westminster
Al termine di un torneo in suo onore, la regina Elisabetta I d'Inghilterra riceve una proposta di matrimonio dal re di Francia (Sì vuol di Francia il Rege); sebbene sappia che queste nozze le permetterebbero di consolidare il suo potere, la regina è incerta se accettarle, poiché è segretamente innamorata di Roberto, conte di Leicester. Giorgio Talbot, suo consigliere, perora intanto la causa di Maria Stuarda, detenuta nel castello di Fotheringay (italianizzato in Forteringa) con l'accusa di alto tradimento, chiedendone la liberazione. Cecil, il segretario di Stato, la esorta invece a eliminare la Stuarda, perché gli inglesi cattolici vedono ancora in lei la legittima regina. Elisabetta riflette sul fatto che Maria (della quale è tra l'altro cugina) sia anche sua rivale in amore, poiché anch'ella ama Leicester.
In preda a questi dubbi, Elisabetta convoca a corte Leicester. Mentre questi attende di essere ricevuto, Talbot gli consegna una lettera da parte di Maria, a cui è appena andato a fare visita (Questa imago, questo foglio). Arriva la regina, che solletica la gelosia dell'uomo chiedendogli di consegnare all'ambasciatore francese l'anello col quale accetterà le nozze; l'uomo rimane impassibile alla notizia, inasprendo i dubbi di Elisabetta. Vedendo la lettera tra le mani dell'amato, se la fa consegnare e la legge: in essa Maria chiede a Leicester di intercedere presso di lei per farle ottenere un colloquio privato. La tenerezza con cui Leicester ne parla dà a Elisabetta la conferma che questi sia innamorato della rivale: al colmo della gelosia acconsente ad andare a Forteringa, decisa ad affrontare la Stuarda e darle una definitiva umiliazione (Era d'amor l'immagine - Sul crin la rivale).

#### Scena II -Castello di Forteringa
Maria, reclusa ormai da tempo, rievoca con la nutrice Anna Kennedy i momenti felici vissuti da bambina, in Francia (Oh nube, che lieve). I loro discorsi sono interrotti da uno squillo di tromba: irrompe Leicester, il quale spiega a Maria che Elisabetta ha organizzato una battuta di caccia a Forteringa, in realtà un pretesto per venire da lei senza prima annunciarsi, allo scopo di impedirle la preparazione di un'arringa e affrontarla a viso aperto; la invita perciò a non cedere alle provocazioni della rivale (Da tutti abbandonata).

Elisabetta e Maria si trovano dunque a fronteggiarsi: in un clima di palpabile tensione ciascuna delle due donne studia l'altra, ravvisandovi alterigia e superbia (È sempre la stessa). Maria cerca di tenersi a bada e, prostratasi davanti alla cugina, implora pietà (Morta al mondo e morta al trono). Elisabetta tuttavia tratta con disprezzo, e la umilia ricordando i capi d'accusa per i quali è stata arrestata: l'infedeltà coniugale, la sua implicazione nella morte del secondo marito Enrico Stuart e la presunta partecipazione a numerose congiure; a causa di tali onte, dichiara di non volerla liberare. In un impeto di orgoglio, Maria risponde agli insulti rimarcando come Elisabetta non possa parlare di disonore, in quanto ella stessa frutto di nozze illegali tra Enrico VIII e Anna Bolena; la regina, dunque, è in effetti un'usurpatrice che profana la sacralità del trono inglese (Figlia impura di Bolena). Elisabetta, al colmo del furore, la fa arrestare e le promette la pena capitale: Maria rimane però impassibile, entusiasmata da quell'effimera vittoria.

### Secondo atto

#### Scena I -Gli appartamenti di Elisabetta
A mente fredda, Elisabetta si scopre indecisa se condannare davvero a morte la Stuarda, come le consiglia continuamente Cecil. Leicester torna da lei per convincerla a perdonare Maria, ma le suppliche dell'amato hanno l'effetto contrario: Elisabetta, di nuovo gelosa, firma la condanna (D'una sorella, o barbara).

#### Scena II -La cella di Maria Stuarda
Passato il momento del trionfo, Maria piange il proprio destino: il suo vero timore è però che la regina si vendichi su Leicester, una volta che lei sarà morta. Talbot e Cecil vengono a portarle il foglio di condanna: Maria rifiuta con sdegno l'offerta di Cecil di essere confessata in articulo mortis da un pastore protestante, e chiede di essere ascoltata dal solo Talbot. A lui Maria confessa tutti i suoi peccati, compreso il suo coinvolgimento nelle morti del marito e di Davide Rizzio, nonché nel complotto di Anthony Babington, venendo assolta (Quando di luce rosea).

Giunge il momento dell'esecuzione: Anna si reca alla cella accompagnata da un gruppo di cattolici, nella speranza di vederla un'ultima volta (Vedeste? - Vedemmo). Maria chiede a tutti loro di pregare per la sua anima (Deh, tu di un'umile preghiera); a Cecil domanda invece un unico desiderio: avere Anna accanto a sé sul patibolo. Leicester, disperato, tenta di scatenare una rivolta che fermi l'ingiusta esecuzione: perché le proprie colpe non ricadano su lui e sul popolo inglese, Maria lo distoglie dal proposito e lo supplica di perdonare Elisabetta, come lei stessa ha fatto; dopodiché si avvia serenamente al patibolo, vestita di rosso come una martire (Ah, se un giorno da queste ritorte).

## Struttura musicale
- Preludio

### Atto I
- 1 Introduzione Qui si attenda - Sì, vuol di Francia il rege - Ah, quando all'ara scorgemi (Coro, Elisabetta, Talbot, Cecil)
- 2 Recitativo e Duetto Questa imago, questo foglio - Ah, rimiro il bel sembiante (Talbot, Leicester)
- 3 Scena e Duetto Sei tu confuso? - Quali sensi! - Era d'amor l'immagine (Elisabetta, Leicester)
- 4 Scena e Cavatina Allenta il piè, Regina! - Oh, nube, che lieve (Maria, Anna, Coro)
- 5 Duetto Da tutti abbandonata (Maria, Leicester)
- 6 Finale e Dialogo delle due regine Qual loco è questo? - È sempre la stessa - Morta al mondo, morta al trono (Elisabetta, Leicester, Cecil, Talbot, Maria, Anna, Coro)

### Atto II
- 7 Scena e Terzetto E pensi? E tardi? - Quella vita a me funesta - Vanne, indegno (Cecil, Elisabetta, Leicester)
- 8 Scena e Duetto La perfida insultarmi volea - Quando di luce rosea (Maria, Talbot, Cecil)
- 9 Gran scena finale Vedeste? - Deh, tu di un'umile preghiera - D'un cor che more - Ah, se un giorno da queste ritorte (Coro, Anna, Maria, Cecil, Talbot, Leicester)

## Brani famosi
- Quando all'ara scorgemi cavatina di Elisabetta
- Era d'amor l'immagine duetto tra Roberto ed Elisabetta
- O nube, che lieve...nella pace del mesto riposo cavatina di Maria
- Morta al mondo...figlia impura di Bolena scena "del confronto" tra Elisabetta e Maria
- Quando di luce rosea duetto "della confessione" tra Talbot e Maria
- Ah se un giorno da queste ritorte cabaletta finale di Maria

## Registrazioni discografiche
| Anno | Cast (Maria, Elisabetta, Leicester)                     | Direttore                   | Etichetta          |
| ---- | ------------------------------------------------------- | --------------------------- | ------------------ |
| 1967 | Leyla Gencer, Shirley Verrett, Franco Tagliavini        | Francesco Molinari Pradelli | Memories           |
| 1971 | Beverly Sills, Eileen Farrell, Stuart Burrows           | Aldo Ceccato                | Westminster Record |
| 1971 | Montserrat Caballé, Shirley Verrett, Ottavio Garaventa  | Carlo Felice Cillario       | Opera d'Oro        |
| 1975 | Joan Sutherland, Huguette Tourangeau, Luciano Pavarotti | Richard Bonynge             | Decca              |
| 1982 | Janet Baker, Rosalind Plowright, David Rendall          | Charles Mackerras           | Chandos            |
| 1989 | Edita Gruberová, Agnes Baltsa, Francisco Araiza         | Giuseppe Patané             | Philips            |

## Registrazioni DVD
| Anno           | Cast (Maria, Elisabetta, Leicester, Talbot)                                  | Direttore                | Etichetta               |
| -------------- | ---------------------------------------------------------------------------- | ------------------------ | ----------------------- |
| 2001, Bergamo  | Carmela Remigio, Sonia Ganassi, Joseph Calleja, Riccardo Zanellato           | Fabrizio Maria Carminati | Dynamic                 |
| 2007, Macerata | Maria Pia Piscitelli, Laura Polverelli, Roberto De Biasio, Simone Alberghini | Riccardo Frizza          | Naxos Records           |
| 2008, Milano   | Mariella Devia, Anna Caterina Antonacci, Francesco Meli, Simone Alberghini   | Antonino Fogliani        | Arthaus Musik           |
| 2009, Venezia  | Fiorenza Cedolins, Sonia Ganassi, José Bros, Mirco Palazzi                   | Fabrizio Maria Carminati | Unitel Classica/C Major |
| 2013, New York | Joyce DiDonato, Elza van den Heever, Matthew Polenzani, Matthew Rose         | Maurizio Benini          | Erato                   |